# Edymar Martínez
Edymar Martínez Blanco (Puerto La Cruz, Anzoátegui, 10 de julio de 1995) es una modelo y reina de belleza venezolana. Martínez representó al Estado Anzoátegui en el Miss Venezuela 2014, resultando ganadora del título Miss Venezuela Internacional 2014, por lo cual representó a Venezuela y se coronó como Miss Internacional 2015 en Tokio, Japón.

## Biografía y trayectoria
Martínez se inició en el modelaje desde muy joven con la Organización Intermodels Venezuela en Puerto La Cruz, Anzoátegui. En diciembre de 2010, con 15 años de edad, Edymar participó en el certamen Miss Teen Belleza Venezuela, representando a su Estado donde resultó ganadora, siendo esta su primera experiencia en lo que certámenes de belleza. Edymar ha cubierto campañas para las revistas Tendencias y Biglidue.
En julio de 2012, cerca de cumplir los 17 años de edad, Edymar continúa su preparación en modelaje en la academia de Gisselle Reyes, es allí donde conoce a esta reconocida instructora de pasarela relacionada con la Organización Miss Venezuela. En 2013, Edymar alterna su preparación en modelaje con la actividad de instructora de pasarela de niñas y jóvenes, junto al equipo de profesores de la Organización Intermodels. Posteriormente, en 2014, se convierte en candidata del Reinado del Carnaval Turístico de Barcelona, donde obtiene la banda especial de "Mejor Figura" y finalmente gana dicho certamen.
Edymar ha realizado estudios de Turismo en el Antonio José de Sucre de Puerto La Cruz, es la menor de tres hermanas, Jeniree y Jemelin; esta última también es modelo profesional y actriz, y radica en Londres.

## Miss Venezuela 2014
Edymar representó al Estado Anzoátegui en la 62.ª edición del Miss Venezuela que se llevó a cabo el 9 de octubre en el Estudio 1 de Venevisión donde compitió con otras 24 candidatas representantes de diversos estados y regiones de Venezuela. En dicho certamen obtuvo la banda especial de «Miss Rostro», al final de la velada quedó proclamada como Miss Venezuela Internacional por lo que fue la representante de dicho país en el Miss Internacional 2015.
El 24 de octubre es recibida en su estado natal con un agasajo, presidido por el alcalde del Municipio Simón Bolívar, Guillermo Martínez, y la primera dama de la localidad, Yamila Gil de Martínez; además de la población de Barcelona. Durante el encuentro, se le entregó un ramo de flores a la modelo en nombre de «todo el pueblo de Barcelona», gesto que la miss agradeció.

## Miss Internacional 2015
Como parte de sus responsabilidades como Miss Venezuela Internacional, Edymar tuvo la oportunidad de representar el país en el Miss Internacional 2015 cuya final se realizó el 5 de noviembre en Tokio, Japón. En tal evento, compitió con 69 candidatas de diversos países y territorios, y al final de la velada fue coronada como Miss Internacional de manos de su antecesora. En tal certamen, también recibió la banda especial de «Miss Cuerpo Perfecto». A su regreso a Venezuela tuvo un homenaje en Súper sábado sensacional en Venevisión.
Luego de su coronación, Edymar viajó a Venezuela donde se le hizo un recibimiento oficial en el programa sabatino Súper sábado sensacional. Edymar pasa las navidades y el año nuevo en su país, posteriormente en enero realiza su primer viaje oficial a Londres, Reino Unido, de allí parte a la ciudad de Miami; para una sesión de fotos en trajes de baño. 
El 17 de febrero, llega a Indonesia, para cumplir con sus actividades como Miss Internacional, estando presente en la coronación en el Puteri Indonesia 2016; certamen donde se eligen a las representantes del país asiático al Miss Universo, Miss Internacional y Miss Supranacional; con esta visita oficial, Edymar se convierte en la primera Miss Internacional en estar presente en dicho concurso, ya que la tradición es que asista la Miss Universo reinante. 
Realiza trabajos de modelo para la marca de traje de baños «Bora la Mar» en su colección «Sensación» donde comparte con las exreinas de bellezas; Gessica Fiume y Andreína Castro, las fotos fueron realizadas en la Isla de Margarita y Coche, a su vez al poco tiempo también realizó una sesión de fotos para la marca de joyería «Voyage».
El 24 de junio llega a Bolivia cómo invitada de lujo para asistir a la coronación de la nueva Miss Bolivia 2016 así como a las diferentes representantes de dicha nación Sudamericana en los demás concursos internacionales, en esta visita se encuentra con la Miss Supranacional 2015; la paraguaya Stephania Stegman. 
El 4 de julio viaja a Japón, para cumplir con diversas actividades de carácter social junto a su cuadro de honor del Miss Internacional, donde recorre varias ciudades del país. El 16 de julio llega de visita oficial a República Dominicana.
El 28 de agosto es invitada a la gala de coronación de la representante de Panamá al Miss Internacional, en dicho viaje asiste a varias ciudades del país centroamericano. 
El 27 de octubre culmina su reinado, y corona a Kylie Verzosa de Filipinas como su sucesora.
Durante su reinado, Edymar ha visitado países como Japón, Estados Unidos, Reino Unido, Indonesia, Bolivia, República Dominicana, Aruba, Panamá y su natal Venezuela.

## Trabajos en TV
En el año 2015, antes de partir a Japón estuvo como animadora de los tres cámaras del Miss Venezuela 2015, con material exclusivo, fotos y entrevistas a las candidatas para la plataforma digital del Miss Venezuela.
En febrero del 2016, participa como actriz invitada en el videoclip del cantante venezolano Victor Drija, en el sencillo «Tu Caballero», el cual fue grabado en la ciudad de Caracas.
El 27 de abril de 2016, fue seleccionada como la animadora del programa Más allá de la Belleza, de Venevisión Plus donde compartirá los acontecimientos previos así como los secretos en el camino a la corona del Miss Venezuela 2016, estará en la pantalla junto a Dave Capella.
El 3 de octubre de 2016, estuvo animando la entrevista con el jurado que tendrá la responsabilidad de elegir a la nueva Miss Venezuela 2016.

## Actualidad
Luego, de un breve receso, Edymar se establece en la ciudad Santiago de Chile, trabajando como modelo para la agencia Elite Model Chile.

## Cronología
| Predecesor: Valerie Hernández  | Miss Internacional 2015                        | Sucesor: Kylie Verzosa      |
| Predecesor: Michelle Bertolini | Miss Venezuela Internacional 2014              | Sucesor: Jessica Duarte     |
| Predecesor: Daniela Briceño    | Miss Anzoátegui 2014                           | Sucesor: Mariana Méndez     |
| Predecesor: Camila Martínez    | Reina del Carnaval Turístico de Barcelona 2014 | Sucesor: Sthefany Gutiérrez |